# Brighton Beach (línea Brighton)
Brighton Beach es una estación en la línea Brighton del metro de la ciudad de Nueva York. Está localizada sobre la avenida Brighton Beach en la Sexta Calle Brighton en la comunidad de Brighton Beach en Coney Island en Brooklyn.
La estación Brighton Beach es la terminal del servicio B (Brighton Beach–6.ª Avenida Expresa) durante los días de semana, y una estación del servicio Q (Brighton Beach Local–Broadway Express).

## Conexiones de autobuses
- B1 al este de Manhattan Beach; al oeste de Bensonhurst, Gravesend y Bay Ridge vía la Calle 86 & la Avenida 13
- B68 vía Avenida Coney Island hacia Midwood, Windsor Terrace y Prospect Park